# USS Long (DD-209)
Za druga plovila z istim imenom glejte USS Long.
USS Long (DD-209) je bil rušilec razreda Clemson v sestavi Vojne mornarice Združenih držav Amerike.
Rušilec je bil poimenovan po sekretarju za vojno mornarico Johnu Davisu Longu (1838-1915).

## Zgodovina
Rušilec je bil potopljen potem, ko se je v ladjo zaletel kamikaze.